# 朱真滰
延長莊懿王朱真滰（1514年—1591年），號寶真道人，明朝肅藩第一代延長王，肅恭王朱貢錝的庶第六子。

## 生平
嘉靖十年（1531年），封延長王。
朱真滰好學禮賢，因其高壽，明神宗曾派人前往蘭州慰問。萬曆十九年（1591年），朱真滰去世，享年七十八歲，諡號莊懿。嫡第四子延長王長子朱弼棟早卒，朱弼棟之子朱縉𤊐在兩年後襲爵。

## 家庭

### 子
- 庶子：鎮國將軍，號平峰道人[1]
- 嫡第四子：延長王長子朱弼棟[6]